# Berkesd
Berkesd ist eine ungarische Gemeinde im Kreis Pécs im Komitat Baranya.

## Geografische Lage
Berkesd liegt 14 Kilometer östlich der Kreisstadt Pécs. Nachbargemeinden sind Pereked im Nordwesten und Szilágy im Norden.

## Geschichte
Die erste schriftliche Erwähnung des Ortes stammt aus dem Jahr 1015. Im 16. Jahrhundert wurde die erste römisch-katholische Kirche gebaut. Diese wurde später abgerissen und 1896 die heutige Kirche errichtet. Schon im 18. Jahrhundert spielte der Weinbau eine bedeutende Rolle, daneben gab es Mühlen und Ziegelöfen. Aus Kirchenbüchern geht hervor, dass Ende der 1820er Jahre 1130 Katholiken im Ort lebten. Im 19. Jahrhundert wurden in zunehmendem Maß handwerkliche Berufe wie Maurer, Wagner und Zimmermann ausgeübt. Die Gemeinde ist landwirtschaftlich geprägt, bis 1976 war im Ort eine Ziegelfabrik in Betrieb.

## Sehenswürdigkeiten
- Römisch-katholische Kirche Szeplőtelen Fogantatás, erbaut 1896
- Sándor-Petőfi-Gedenktafel, am Kulturhaus, erschaffen 1973 von Miklós Borsos
- Weltkriegsdenkmal (I. és II. világháborús emlékmű)

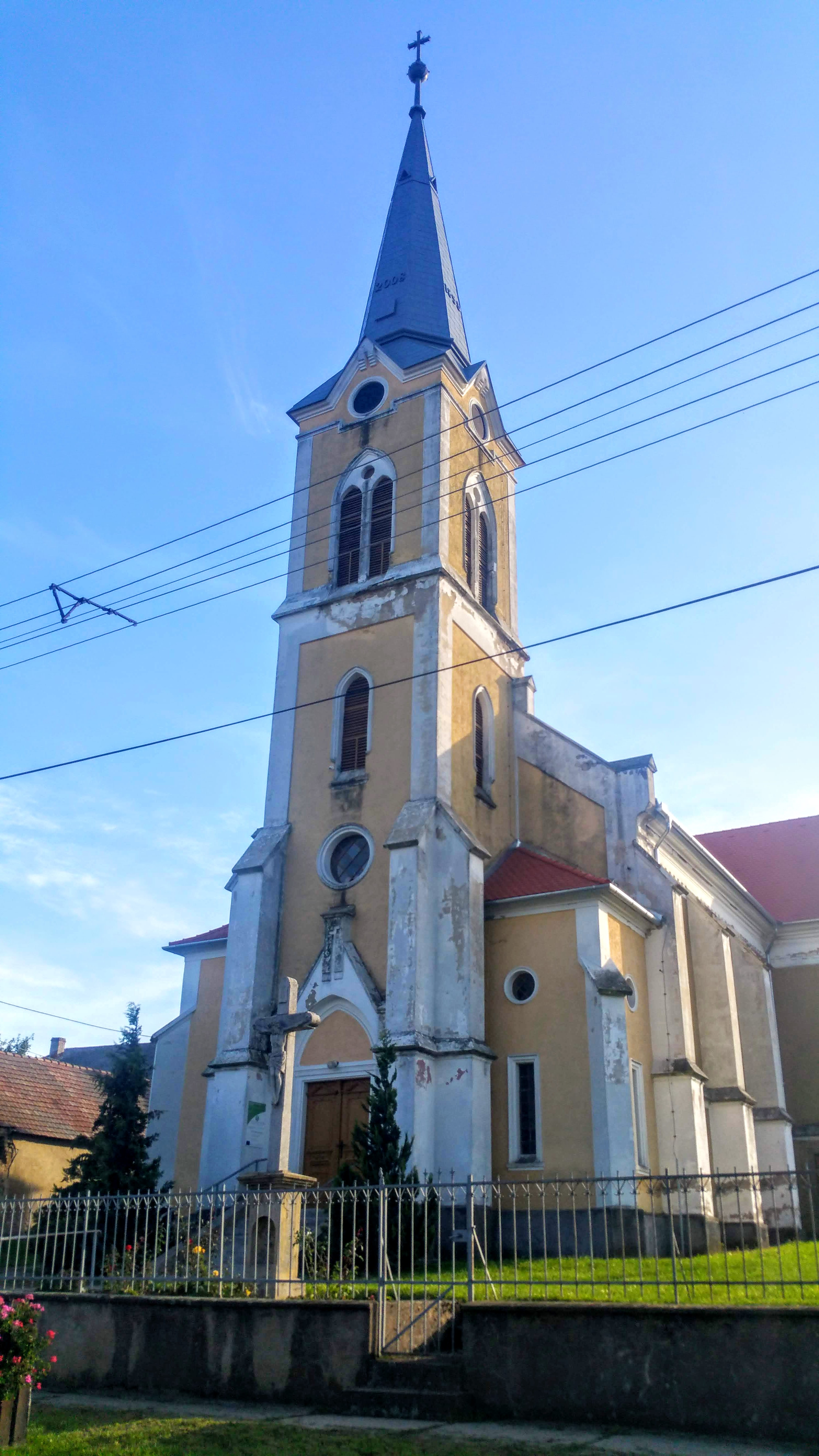
Röm.-kath. Kirche Szeplőtelen Fogantatás
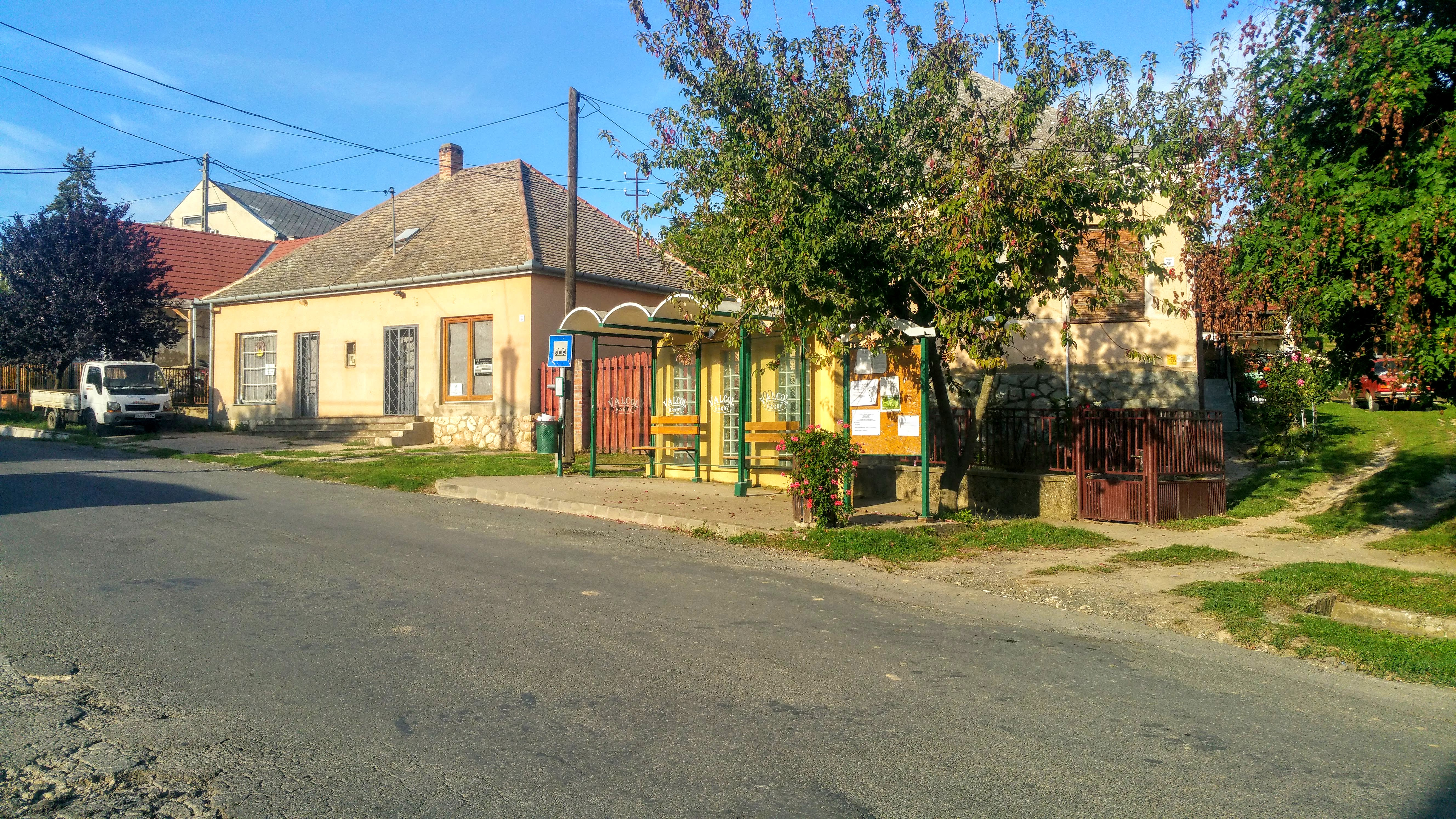
Gemeindeverwaltung und Bushaltestelle
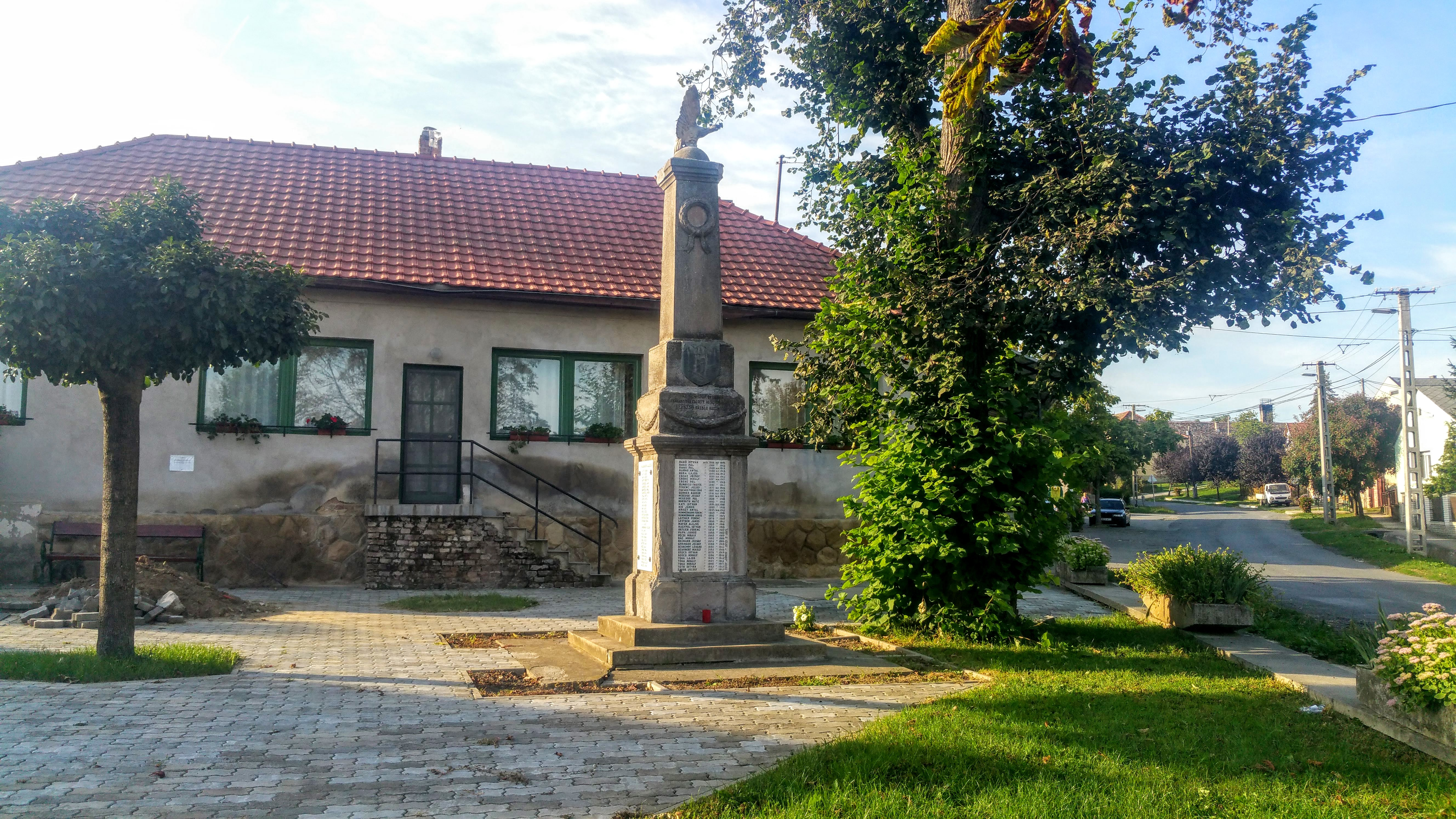
Weltkriegsdenkmal
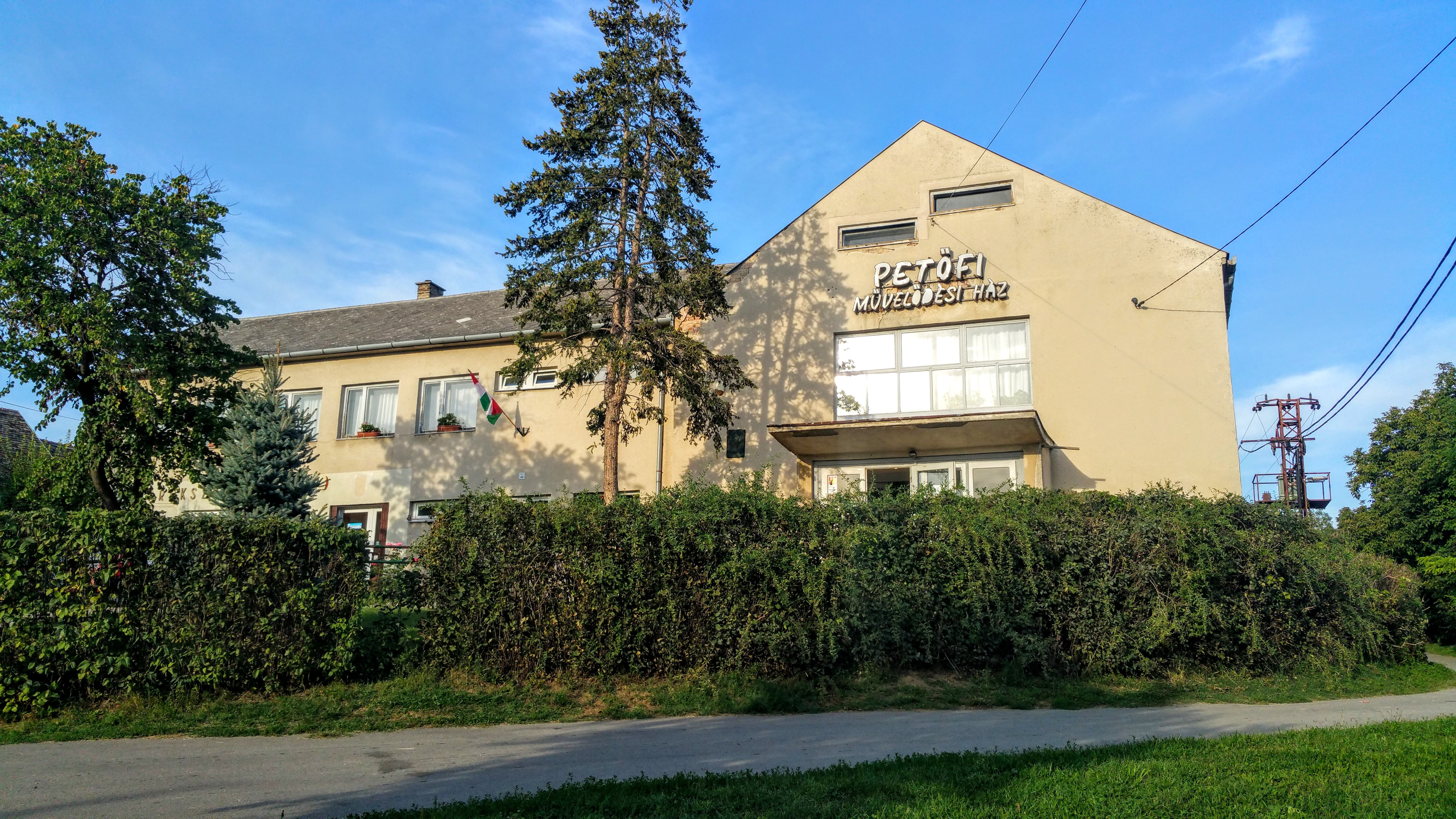
Kulturhaus

## Verkehr
Durch Berkesd verläuft die Landstraße Nr. 5609. Es bestehen Busverbindungen über Pereked, Romonya, Bogád nach Pécs sowie über Szilágy nach Pécsvárad. Der nächstgelegene Bahnhof befindet sich in Pécs.